# Crenitis alticola
Crenitis alticola är en skalbaggsart som först beskrevs av Henry Clinton Fall 1924.  Crenitis alticola ingår i släktet Crenitis och familjen palpbaggar. Inga underarter finns listade i Catalogue of Life.